# Люди и руины
Люди и руины (итал. Gli uomini e le rovine) — публицистическая работа итальянского философа-традиционалиста и идеолога неофашизма Юлиуса Эволы, изданная в 1953 году в Риме издательством Ашиа. Её называют одним из основных трудов Эволы и его главной политической работой. Это, вероятно, самая известная из его книг.

## Общее содержание
В произведении, предисловие к которому написал знаменитый фашистский военный деятель князь Джунио Валерио Боргезе, Эвола развивал положения, представленные в предыдущем труде, «Ориентациях», ставшем идеологическим руководством для правых радикалов, и приведшем автора в 1951-м г. на скамью подсудимых по обвинению в пропаганде фашизма, в связи с делом неофашистской группировки FAR (Фаши Революционного Действия). 
В книге последовательно излагается философия Эволы — учение о том, что только сакральная сила, а не народ и не революция, может
быть легитимным источником власти. Речь идет и о том, что люди не равные, а разные существа, и каждый в силу своих особенностей и дарований играет специфичную роль в социуме; о том, что война — это не впадение в животную дикость, а древняя мистерия, которая некогда помогала мужчинам прикоснуться к иным планам бытия и смысл которой прочно забыт современным буржуазным миром.
В работе содержится критика бездуховности и плоского рационализма современного мира, животной алчности капитализма и деградации белой расы, которым автор противопоставляет  сословное или кастовое общество, существовавшее до эпохи Возрождения, которую мыслители-традиционалисты, начиная с Генона, рассматривали как исходную точку упадка западной цивилизации. 
В работе обобщаются выводы предыдущих историософских, антисемитских и расистских трудов Эволы, в том числе таких программных манифестов традиционализма как «Языческий империализм» и «Восстание против современного мира», а ряд положений, высказываемых в данном сочинении, в том числе критика правого движения, компрометирующего себя связями с крупным капиталом, разрушающим западное общество, были в дальнейшем развиты в книгах «Фашизм: критика справа», «Оседлать тигра» и «Лук и булава». 
Кроме традиционных обвинений в адрес христианства, демократии, евреев, капитализма и коммунизма, угрожающих человечеству, и столь же традиционной симпатии к фашизму, в приложении к своему труду Эвола язвительно критикует новомодные идеи — тотальный протест, концепцию Маркузе, маоизм, черный расизм (негритюд) и рабочее движение. 
Вслед за Вернером Зомбартом он рассматривает снижение рождаемости, как основное средство, позволяющее остановить разрушительное шествие капитализма по планете, заявляя, что

Если бы удалось снизить плотность населения в мире до цифры, скажем, трехвековой давности, сохранив современный уровень материальной цивилизации, то общественно-экономические проблемы, волнующие сегодня народы, несомненно, утратили бы свою напряженность, как и большинство ситуаций, используемых к своей выгоде революционными силами. Это, в свою очередь, привело бы к ограничению исступленной жажды деятельности — прежде всего связанной с экономической одержимостью — и высвобождению нового пространства, что во многом облегчило бы возвращение мира к нормальным условиям.— Эвола Ю. Люди и руины, с. 217—218

## Теория заговора
В своем труде Эвола отводит большое место теории заговора.
Относительно подрывной деятельности евреев Эвола, оставшись убежденным антисемитом, несколько изменил свою точку зрения, и даже был вынужден допустить возможность того, что «Протоколы сионских мудрецов» являются фальшивкой. Тем не менее, как публикатор и комментатор этого первоисточника, он попытался выйти из неприятного для него лично положения, заявив, что Протоколы могут свидетельствовать о существовании некой могущественной силы, манипулирующей самими евреями, а потому, даже будучи подложными, сообщают о реально существующем заговоре против человечества. 
Что за таинственная враждебная сила, действуя из-за кулис, со времен Возрождения направляет человеческую историю к краху, ведя против цивилизации «тайную войну», автор не поясняет, но, ссылаясь на Рене Генона, приводит во второй части XIII главы (Тайная война. Оружие тайной войны) целый перечень хитроумных деструктивных приемов, «используемых силами мировой крамолы с целью скрыть свои действия».
Поскольку очевидно, что ни евреям, ни масонам, ни кому бы то ни было, выполнение такой задачи на протяжении нескольких столетий не под силу, Эвола дополняет теорию заговора выведенной им под влиянием идей Ницше  и Бахофена в работе «Восстание против современного мира» теорией регрессии каст.
Подобное сочетание историософского волюнтаризма и конспирологии позволяет автору мягко подвести читателя к выводу, что раз некие злые силы способны направить историю к разрушительному прогрессу, значит, другие, добрые, могут повернуть течение вспять — к спасительному регрессу.

## Идейное влияние
Как и ряд других работ Эволы, произведение имело некоторый резонанс в период политического кризиса в Италии конца 1960-х — 1980-х годов, было переиздано в 1967 и 1973, и переведено на несколько языков, став одним из теоретических источников послевоенного праворадикального движения и вдохновляя на борьбу ультраправые террористические группировки, действовавшие в Италии в «свинцовые семидесятые». Русское издание вышло в 2002 в переводе и с предисловием Виктории Ванюшкиной, и также оказалось востребованным среди русских поклонников так называемой «Традиции», выдержав два переиздания в 2005 и 2007 годах.